# Secretário de Relações Exteriores de San Marino
O Secretário de Estado de Relações Exteriores de San Marino (em italiano: Segretario di Stato per gli Affari Esteri e Politici) é o ministro das relações exteriores de San Marino. Juntamente com o Secretário do Interior e o Secretário das Finanças, este oficial é um dos três membros do executivo do Congresso do Estado nomeados diretamente pelo Conselho Grande e Geral, o parlamento da república. Devido à ausência do cargo de primeiro-ministro na estrutura constitucional de San Marino, o secretário de relações exteriores é tradicionalmente considerado o chefe do governo samarinês.

## Lista de Secretários[2]
| Nº                                 | Mandatos                           | Presidente                         | Retrato                            | Fim do mandato                     | Início do mandato                  | Partido                            |
| Secretário de Estado de San Marino | Secretário de Estado de San Marino | Secretário de Estado de San Marino | Secretário de Estado de San Marino | Secretário de Estado de San Marino | Secretário de Estado de San Marino | Secretário de Estado de San Marino |
| ---------------------------------- | ---------------------------------- | ---------------------------------- | ---------------------------------- | ---------------------------------- | ---------------------------------- | ---------------------------------- |
| ―                                  | ―                                  | Giuliano Gozi                      |                                    | 30 de abril de 1918                | 28 de julho de 1943                | PFS                                |
| ―                                  | ―                                  | Antonella Mularoni                 |                                    | 4 de dezembro de 2008              | 5 de dezembro de 2012              | PDCS                               |
| ―                                  | ―                                  | Pasquale Valentini                 |                                    | 5 de dezembro de 2012              | 27 de dezembro de 2016             | PDCS                               |
| ―                                  | ―                                  | Nicola Renzi                       |                                    | 27 de dezembro de 2016             | 7 de janeiro de 2020               | RF                                 |
| ―                                  | ―                                  | Luca Beccari                       |                                    | 7 de janeiro de 2020               | Incumbente                         | PDCS                               |